# Бай Сяомань, Лаврентий
Лаврентий Бай Сяомань (кит. 白小滿 樂倫; около 1821, Гуйчжоу — 25 февраля 1856, Гуанси-Чжуанский автономный район) — святой Римско-католической церкви, мученик.

## Биография
Бай Сяомань родился в 1821 году в очень бедной семье. В раннем возрасте стал сиротой и был вынужден зарабатывать на жизнь, работая сезонным рабочим. В 1851 году он переехал в провинцию Гуанси (сегодня — Гуанси-Чжуанский автономный район). В 1854 году Бай Сяомань познакомился с католическим миссионером Августином Шапделеном, который через некоторое время крестил Бай Сяоманя.
Через десять дней после крещения Ларентий Бай Сяомань был арестован вместе с Августином Шапделеном. Лавретия Бай Сяоманя подвергли жестоким пыткам, чтобы заставить его отказаться от христианской веры. 25 февраля 1856 года Лаврентий Бай Сяомань был обезглавлен в лесу, а его останки были оставлены на съедение диким животными.

## Прославление
Лаврентий Бай Сяомань был беатифицирован 27 мая 1900 года римским папой Львом XIII и канонизирован 1 октября] 2000 года римским папой Иоанном Павлом II вместе с группой 120 китайских мучеников.
День памяти в католической церкви — 9 июля.

## Источник
- George G. Christian OP, Augustine Zhao Rong and Companions, Martyrs of China, 2005, стр. 51  (англ.)